# Гризен
Гризен (нем. Griesen) — коммуна в Германии, в земле Саксония-Анхальт. 
Входит в состав района Анхальт-Цербст. Подчиняется управлению Вёрлитцер Винкель.  Население составляет 364 человека (на 31 декабря 2006 года). Занимает площадь 7,63 км². Официальный код  —  15 1 51 018.